# Arquidiocese de Quigali
A Arquidiocese de Quigali (Archidiœcesis Kigaliensis) é uma circunscrição eclesiástica da Igreja Católica situada em Quigali, Ruanda. Seu atual arcebispo é Antoine Kambanda. Sua Sé é a Catedral de São Miguel.
Possui 30 paróquias servidas por 161 padres, abrangendo uma população de 1 905 903 habitantes, com 52,0% da dessa população jurisdicionada batizada (991 640 católicos).

## História
A arquidiocese foi erigida em 10 de abril de 1976 com a bula Cum Venerabiles do Papa Paulo VI, obtendo o território da arquidiocese de Kabgayi, que ao mesmo tempo foi transformada em diocese e tornou-se sufragânea de Quigali.
Na guerra civil que envolveu Ruanda na primeira metade da década de noventa do século passado, morreu o arcebispo Vincent Nsengiyumva, entre outros.
Entre 7 e 9 de setembro de 1990 recebeu a visita apostólica do Papa João Paulo II.

## Prelados
- Vincent Nsengiyumva † (1976 - 1994)
- Thaddée Ntihinyurwa (1996 - 2018)
- Antoine Kambanda (desde 2018)